# Fényeslitke
Fényeslitke is een plaats (község) en gemeente in het Hongaarse comitaat Szabolcs-Szatmár-Bereg. Fényeslitke telt 2468 inwoners (2001).